# Галі-Горбатки
Галі-Горбатки — село в Україні, у Кобеляцькій міській громаді Полтавського району Полтавської області. Населення становить 96 осіб.

## Географія
Село Галі-Горбатки знаходиться на правому березі річки Ворскла, вище за течією на відстані 2 км розташований смт Білики, нижче за течією на відстані 1 км розташоване село Ліщинівка, на протилежному березі — село Комарівка. Селом протікає пересихаючий струмок з загатою.

## Історія
12 червня 2020 року, відповідно до розпорядження Кабінету Міністрів України № 721-р «Про визначення адміністративних центрів та затвердження територій територіальних громад Полтавської області», село увійшло до складу Кобеляцької міської громади.
19 липня 2020 року, в результаті адміністративно - територіальної реформи та ліквідації Кобеляцького району, село увійшло до складу новоутвореного Полтавського району Полтавської області.